# Rolando Tucker
Rolando Samuel Tucker León (La Habana, 31 de diciembre de 1971) es un deportista cubano que compitió en esgrima, especialista en la modalidad de florete. Es padre de la esgrimidora Ariadna Tucker.
Participó en dos Juegos Olímpicos de Verano en los años 1996 y 2000, obteniendo una medalla de bronce en Atlanta 1996 en la prueba por equipos. Ganó cuatro medallas en el Campeonato Mundial de Esgrima entre los años 1991 y 1997.

## Palmarés internacional
| Juegos Olímpicos   | Juegos Olímpicos            | Juegos Olímpicos  | Juegos Olímpicos    |
| Año                | Lugar                       | Medalla           | Prueba              |
| ------------------ | --------------------------- | ----------------- | ------------------- |
| 1996               | Atlanta (Estados Unidos)    | Medalla de bronce | Florete por equipos |
| Campeonato Mundial |                             |                   |                     |
| Año                | Lugar                       | Medalla           | Prueba              |
| 1991               | Budapest (Hungría)          | Medalla de oro    | Florete por equipos |
| 1994               | Atenas (Grecia)             | Medalla de oro    | Florete individual  |
| 1995               | La Haya (Países Bajos)      | Medalla de oro    | Florete por equipos |
| 1997               | Ciudad del Cabo (Sudáfrica) | Medalla de plata  | Florete por equipos |